# Ибрахима Ака
Ибрахима Ака (роден на 5 март 1987) е футболист от Кот д'Ивоар, който играе за Монталегре като нападател.

## Кариера
Цялата му кариера до момента преминава в Португалия, където играе за Мондинензе, Деспотиво де Браганса и Монталегре.
През сезон 2010-11 Ибрахима записва 28 мача и вкарва 16 гола в португалската трета дивизия за Монталегре.